# Drukqs
drukqs (nogle gange stavet Drukqs eller drukQs) er titlen på et dobbeltalbum udgivet i 2001 af Richard D. James, under hans mest brugte kunstnernavn, Aphex Twin.

## Indhold
| Cd-indhold Cd et "Jynweythek" – 2:14 "Vordhosbn" – 4:42 "Kladfvgbung Micshk" – 2:00 "Omgyjya-Switch7" – 4:46 "Strothatynhe" – 2:03 "Gwely Mernans" – 5:00 "Bbydhyonchord" – 2:21 "Cock/Ver10" – 5:17 "Avril 14th" – 1:55 "Mt Saint Michel + Saint Michaels Mount" – 8:02 "Gwarek2" – 6:38 "Orban Eq Trx 4" – 1:27 "Aussois" – 0:07 "Hy A Scullyas Lyf Adhagrow" – 2:09 "Kesson Dalef" – 1:18 Cd to "54 Cymru Beats" – 5:59 "Btoum-Roumada" – 1:56 "Lornaderek" – 0:30 "QKThr" – 1:20 "Meltphace 6" – 6:14 "Bit 4" – 0:18 "Prep Gwarlek 3b" – 1:13 "Father" – 0:51 "Taking Control" – 7:08 "Petiatil Cx Htdui" – 2:05 "Ruglen Holon" – 1:45 "AFX237 v.7" – 4:15 "Ziggomatic 17" – 8:28 "Beskhu3epnm" – 1:58 "Nanou2" – 3:22 | Vinyl indhold Side et (45 rpm) "Jynweythek Ylow" – 2:14 "Vordhosbn" – 4:42 "Kladfvgbung Micshk" – 2:00 "Strotha Tynhe" – 2:03 Side to (45 rpm) "Omgyjya Switch7" – 4:46 "Gwely Mernans" – 5:00 Side tre (45 rpm) "Cock/Ver10" – 5:17 "Bbydhyonchord" – 2:21 "Orban Eq Trx4" – 1:27 Side fire (45 rpm) "Mt Saint Michel + Saint Michaels Mount" – 8:02 "Beskhu3epnm" – 1:58 Side fem (33⅓ rpm) "Aussois" – 0:07 "Hy A Scullyas Lyf A Dhagrow" – 2:09 "Kesson Daslef" – 1:18 "Avril 14th" – 1:55 "Gwarek2" – 6:38 Side seks (33⅓ rpm) "54 Cymru Beats" – 5:59 "Btoum-Roumada" – 1:56 "Lornaderek" – 0:30 "Penty Harmonium" – 1:20 "Prep Gwarlek 3b" – 1:13 "Father" – 0:51 "Petiatil Cx Htdui" – 2:05 Side syv (33⅓ rpm) "Meltphace 6" – 6:14 "Bit 4" – 0:18 "Taking Control" – 7:08 "Ruglen Holon" – 1:45 Side otte (33⅓ rpm) "Afx237 v7" – 4:15 "Ziggomatic v17" – 8:28 "Nanou2" – 3:22 |